# Pauly D: Da Jersey Shore a Las Vegas
Pauly D: Da Jersey Shore a Las Vegas è un reality show di MTV in onda negli Stati Uniti da marzo a giugno 2012 e trasmesso anche in Italia da MTV da giugno ad agosto dello stesso anno. La serie è uno degli spin-off di Jersey Shore ed è composta da un'unica stagione di 12 episodi.

## Trama
La serie segue la vita e la carriera da DJ di Pauly D, uno dei protagonisti di Jersey Shore. Lo show è ambientato a Las Vegas dove il protagonista viene assunto come DJ resident del Palm Casino Resort.

## Cast
- Paul "DJ Pauly D" DelVecchio
- Michael "Biggie" Morgan
- Gerard "Jerry" Gialanella
- Ryan Labbe
- Jason "JROC" Craig

## Episodi

### Prima stagione
| n° | Titolo originale                | Titolo italiano           | Prima TV America | Prima TV Italia |
| -- | ------------------------------- | ------------------------- | ---------------- | --------------- |
| 1  | Hello Pressure! I'm Pauly D     | Sono Pauly D!             | 29 marzo 2012    | 12 giugno 2012  |
| 2  | The Suite Life                  | Vita da suite             | 5 aprile 2012    | 12 giugno 2012  |
| 3  | Fools Rush In                   | Pensare prima di agire    | 12 aprile 2012   | 19 giugno 2012  |
| 4  | The Ring Toss                   | Giochi di anelli          | 19 aprile 2012   | 26 giugno 2012  |
| 5  | The Troops Are Here!            | Arrivano le truppe!       | 26 aprile 2012   | 3 luglio 2012   |
| 6  | A Little Visit From Our Friends | Dove va il cuore          | 3 maggio 2012    | 10 luglio 2012  |
| 7  | Spirits & Angels                | Spiriti e angeli          | 10 maggio 2012   | 17 luglio 2012  |
| 8  | Spin City                       | Gira tutto                | 17 maggio 2012   | 24 luglio 2012  |
| 9  | A Good Impression               | Una buona impressione     | 24 maggio 2012   | 31 luglio 2012  |
| 10 | Cents and the City              | Cents and the City        | 31 maggio 2012   | 7 agosto 2012   |
| 11 | Divas, Diamonds and D****       | Divas, Diamonds and D**** | 7 giugno 2012    | 14 agosto 2012  |
| 12 | PD Was Here                     | PD was there              | 14 giugno 2012   | 21 agosto 2012  |